# Boglárka Takács
Boglárka Takács   (Mór, 28 d'agost de 2001) és una atleta hongaresa que competeix internacionalment com a velocista. Ha estat campiona d'Hongria en diverses ocasions i ostenta el rècord nacional de 100 i 200 metres llisos.

## Trajectòria
Boglárka Takács corre per la secció d'atletisme de l'equip del Budapest Honvéd. El 2022 va rebaixar dues vegades el rècord hongarès de 100 metres llisos: el maig de 2022 va batre el temps d'Enikő Szabó d'11,41 segons del 2004, corrent 11,37 segons, i després al setembre de 2022 el va tornar a baixar a 11,31 segons. L'agost de 2022 va competir en els 100 metres llisos al Campionat d'Europa d'atletisme celebrat a Múnic, classificant-se per a les semifinals.
El juny de 2023 va batre el rècord d'Hongria dels 200 metres llisos establert per Irén Orosz-Árva el 1981, amb 22,77 segons a Budapest. El mateix dia va rebaixar el rècord dels 100 metres llisos a 11,23 segons. També el juny de 2023, Takács va guanyar la medalla de bronze en els 100 metres llisos al Campionat d'Europa d'atletisme per equips de 2023 a Silèsia.
Va ser seleccionada com a part de l'equip d'Hongria per al Campionat d'Europa sub-23 d'atletisme celebrat el juliol de 2023 a Espoo. A les semifinals de 100 metres llisos va ser la classificadora més ràpida i va establir un nou rècord nacional d'11,14 segons, que també va millorar el millor temps europeu sub-23 de l'any. Va guanyar la medalla de plata a la final i després també va guanyar la medalla de plata en els 200 metres llisos.
Seleccionada per al Campionat del Món d'atletisme 2023 a Budapest, es va classificar per a la semifinal dels 100 metres llisos. També va competir en els 200 metres llisos però no va superar les sèries classificatòries. Va arribar a les semifinals dels 60 metres femenins al Campionat del Món d'atletisme en pista coberta de 2024 a Glasgow. Va córrer com a part de l'equip de relleus hongarès de 4x100 m al Campionat del Món de 2024 a Nassau. Va acabar sisena als 100 metres llisos a l'esdeveniment de la Diamond League de 2024 a Estocolm.
La velocista hongaresa va representar el seu país als Jocs Olímpics de París 2024. En la prova de 100 m llisos no va poder superar la semifinal; mentre que en els 200 m llisos va ser eliminada en la repesca.

## Marques personals
| Disciplina     | Marca    | Seu         | Data                 |
| -------------- | -------- | ----------- | -------------------- |
| 60m llisos     | 7.20 NR  | Nyíregyháza | 17 de febrer de 2024 |
| 100m llisos    | 11.10 NR | París       | 2 d'agost de 2024    |
| 200m llisos    | 22.71 NR | Budapest    | 26 de maig de 2024   |
| 4x100m relleus | 43.38 NR | Budapest    | 25 d'agost de 2023   |

## Trajectòria professional
| Jocs Olímpics      | Jocs Olímpics | Jocs Olímpics | Jocs Olímpics  |
| Any                | Seu           | Posició       | Prova          |
| ------------------ | ------------- | ------------- | -------------- |
| 2024               | París         | 18a posició   | 100m           |
| 2024               | París         | 27a posició   | 200m           |
| Campionat del Món  |               |               |                |
| 2023               | Budapest      | 23a posició   | 100m           |
| 2023               | Budapest      | 29a posició   | 200m           |
| 2023               | Budapest      | 14a posició   | 4x100m relleus |
| Campionat d'Europa |               |               |                |
| 2022               | Múnic         | 16a posició   | 100m           |
| 2022               | Múnic         | 11a posició   | 4x100m relleus |
| 2024               | Roma          | 9a posició    | 100m           |
| 2024               | Roma          | 13a posició   | 200m           |